# میسا سولمنیس
میسا سولمنیس (به لاتین: Missa solemnis) اثری موسیقایی در رِ ماژور، اُپوس ۱۲۳، دومین مسِ لودویگ فان بتهوون، آهنگ‌ساز بزرگ آلمانی، که در بین سال‌های ۱۸۱۷ تا ۱۸۲۳ تصنیف شده‌است و یکی از بزرگ‌ترین آثار اوست. خودِ بتهوون در آخرین سال‌های زندگی‌اش این اثر را بهترین اثر موسیقایی خود می‌دانسته‌است. به اعتقاد پژوهشگران موسیقی، گرچه این اثر درمیان مردم به شهرت سمفونی‌ها و سونات‌های پیانوی او نیست، ولی بتهوون را در اوج قدرتش نمایش می‌دهد.

## فرم مَس
همانند بسیاری از مَس‌ها، میسا سولمنیسِ بتهوون در پنج موومان ساخته شده‌است.

## بررسی موومان‌ها
موومان اول "Kyrie" به‌معنای خداوند و در لاتین Lord: نظم سه‌گانهٔ Kyrie اشارهٔ واضحی به تثلیث است. همان‌طور که دیده می‌شود، نمادگرایی برمبنای تثلیث، در سراسر موومان اول بسیار قوی و درگیرکننده است. Kyrie ابتدا در ر ماژور آغاز می‌شود. ابتدا سه مرتبه به‌وسیلهٔ گروه کر به نمایندگی از مردم سروده می‌شود و هر مرتبه به‌وسیلهٔ تکخوان پاسخ داده می‌شود که در اینجا نمایندهٔ کشیش و روحانی است. در اینجا حالتی موج‌وار به موسیقی داده شده که همراه با زیر و بم نوای Kyrie این موج خیز برداشته و فرومی‌افتد.
موومان دوم "Gloria" به‌معنای شکوه و جلال: بدیهی‌ترین جلوه در این موومان، رنگ‌آمیزی و نقاشی کلمات است. بتهوون، با استفاده از موسیقی، به کلمات حالت معناداری ورای لفظ آن بخشیده‌است. قسمت رسمی اجرا موسیقی را بسیار پایین آورده و قسمت ادای کلمهٔ شکوه به‌معنای واقعی قوی و آزاد است.
موومان سوم "Credo" به‌معنای باور دارم: این موومان بیشترین استفاده از کلمات در موسیقی به‌وسیلهٔ بتهوون است. در شروع آن، بتهوون نوایی ساده ولی به‌یادماندنی را مطرح کرده، که در فرم فوگ و به‌وسیلهٔ کر سروده می‌شود.
موومان چهارم "Sanctus" به‌معنای منزه باد: تصنیف این موومان در تُنالیتهٔ ر ماژور است که به آن شخصیتی امیدوار و خوش‌بین بخشیده‌است.
موومان پنجم "Agnus Dei" به‌معنای بندهٔ خداوند: تصنیف این موومان در سی ماژور و قطعه‌ای در ضرب‌آهنگ آداجیو است. این اتفاق باعث شکل‌گرفتن فضایی تیره در این قطعه شده‌است.

## Kyrie
Kyrie eleison!
بخشش خداوند، شامل حال ما باد!
Christe eleison!
بخشش مسیح، شامل حال ما باد!

## Gloria
Gloria in excelsis Deo, et in terra pax hominibus bonae voluntatis
شکوه و جلال خداوند در آسمان‌هاست و صلح در زمین به دست مردان خوب او صورت خواهد گرفت.
Laudamus te, benedicimus te, adoramus te, glorificamus te
ثنا گوییم تو را، تبرک جوییم تو را، پرستش کنیم تو را، شکوهمند جوییم تو را.
Gratias agimus tibi propter magnam gloriam tuam
برای جلال و جبروتت شکر گوییم تو را!
Domine Deus, Rex cælestis!
خداوندا! ای پادشاه آسمانی!
Deus Pater omnipotens!
ای خداوند پدر!
domine, Fili unigenite, Jesu Christe!
ای عیسی مسیح، تنها مولود او!
Domine Deus! Agnus Dei! Filius Patris!
ای خداوند، برهٔ خدا، پسر او!
Qui tollis peccata mundi! miserere nobis; suscipe depracationem nostram.
ای تویی که دور می‌سازی از جهانیان گناهان را! بر ما ببخشای و بشنو دعای ما را
Qui sedes ad dexteram Patris, miserere nobis
ای نشسته در یمین پدر! بر ما ببخشای
Quoniam tu solus sanctus, tu solus Dominus, tu solus altissimus, Jesu Christe! cum Sancto Spiritu in gloria Dei Patris, Amen.
برای تو تنها مقدسِ هنر! تنها خداوندگار هنر! تنها والای هنر! ای مسیحا! پیوسته درکنار روح‌القدس، در جبروت خداوند پدری، آمین.

## Credo
Credo in unum Deum, patrem omnipotentem, factorem cæli et terræ visibilium omnium et invisibilium.
باورم به خدایی‌ست، قادری مطلق، خالق آسمان و زمین، همهٔ دیده‌ها و نادیده‌ها.
Credo in unum Dominum Jesum Christum,
باورم به سروری‌ست: عیسای مسیح
Filium Dei unigenitum; et ex Patre natum ante omnia sæcula.
یگانه مولود خداوند! زادهٔ ماقبل قرون
Deum de Deo, Lumen de Lumine
خداوند خدا! روشنایی روشنا!
Deum verum de Deo vero
یگانه خدا از یگانه خدا
Genitum, non factum; consubstantialem Patri, per quem omnia facta sunt
مولود ساخته نشده؛ هم گوهر پدر، به‌دست سازندهٔ همه چیز
Qui propter nos homines, et propter nostram salutem, descendit de cælis,
کیست که از برای نجات ما از آسمان به زمین هبوط کرده
et incarnatus est de Spiritu Sancto ex maria Virgine, et homo factus est.
و به‌وسیلهٔ روح‌القدس از مریم مقدس در انسان تجسم یافت
Crucifixus etiam pro nobis; sub Pontio Pilato passus et sepultus est,
رنجیده گشت بر صلیب و مدفون شد در پینتوس پیلاط
Et resurrexit tertia die, secundum Scripturas.
و در سومین روز به وعدهٔ کتاب مقدس دوباره به‌پا خاست.
Et ascendit in cælum, sedet ad dexteram Patris.
و به آسمان صعود کرد و در یمین پدر نشست
Et iterum venturus est cum gloria judicare vivos et mortuos; cujus regni non erit finis.
و دگرباره به زمین بازگشت با شکوه و جلال، به داوریِ آمدگان و رفتگان قلمرو پادشاهی که زوالش نیست
Credo in Spiritum Sanctum, Dominum et vivificantem,
باورم به روح‌القدس است، به خداوند و بخشندهٔ حیات
qui ex Patre Filioque procedit; qui cum Patre et Filio simul adoratur et conglorificatur; qui locutus est per prophetas.
چه کسی در معیت پدر و پسر رهسپار است؛ چه کسی در معیت پدر و پسر، ستوده و شکوهمند، چه کسی به‌وسیلهٔ پیامبران سخن گفت
Credo in unam sanctam Catholicam et Apostolicam Ecclesiam.
باورم به کاتولیک مقدس و کلیسای بسته به آن است.
Confiteor unum Baptisma in remissionem peccatorum.
اعتراف می‌کنم به معتمد از برای آمرزش گناهان
Et expecto resurrectionem mortuorum, et vitam venturi sæculi. Amen.
و پذیرفتم رستخیز مردگان و بازگشت زندگانی به جهان، آمین.

## Sanctus
Sanctus Dominus Deus Sabaoth.
مقدس باد خداوند ثابوس
Pleni sunt cæli et terra gloria tua.
آسمان و زمین آکنده از شکوه ایشان
Osanna in excelsis!
هلهله‌ای‌ست در کروبیان!
Benedictus qui venit in nomine Domini!'
آمرزیده باد آن‌کس که به نام خداوند می‌آید!
Osanna in excelsis!
هلهله‌ای‌ست در کروبیان!

## Agnus Dei
Agnus Dei, qui tollis peccata mundi, miserere nobis, dona nobis pacem.
ای برهٔ خدا! دورکنندهٔ گناهان جهانیان، بر ما ببخشای، بر ما کن آرامش عطا.